# (15855) Mariasalvatore
(15855) Mariasalvatore est un astéroïde de la ceinture principale.

## Description
(15855) Mariasalvatore est un astéroïde de la ceinture principale. Il fut découvert le 14 février 1996 à Cima Ekar par Maura Tombelli et Ulisse Munari. Il présente une orbite caractérisée par un demi-grand axe de 2,28 UA, une excentricité de 0,09 et une inclinaison de 4,4° par rapport à l'écliptique.

## Compléments